# Denis Mantourov
Denis Valentinovitch Mantourov (en russe : Денис Валентинович Мантуров), né le 23 février 1969 à Mourmansk en URSS, est un homme politique russe, ministre russe de l’Industrie et du Commerce, depuis le 21 mai 2012. Avant cela Mantourov avait d’abord été ministre adjoint de l’Industrie et de l’Énergie (11 septembre 2007 - 19 mai 2008), puis ministre adjoint de l’Industrie et du Commerce (19 mai 2008 - 2 février 2012). Il est vice-président du gouvernement chargé de l'Industrie de la défense et de l'Espace du 15 juillet 2022 au 14 mai 2024, et premier vice-président depuis cette date. 
Il a le grade civil de conseiller d'État effectif de la fédération de Russie de 1re classe.

## Biographie
Denis Mantourov naît le 23 février 1969 à Mourmansk. Il étudie la sociologie à l’université d'État Lomonossov de Moscou, d’où il sort diplômé en 1994. Après deux ans d’études supplémentaires, Mantourov obtient le grade de « kandidat nauk » (Кандидат наук) en économie, et en 1997, il sort diplômé de l’Académie d’État d’administration russe où il a étudié la jurisprudence. Il parle l’anglais couramment.
En 1998, Denis Mantourov commence sa carrière en tant qu’adjoint du PDG de la société détentrice de l’usine aéronautique d’Oulan-Oudé. En 2000, il obtient le poste de directeur commercial au sein de l’entreprise moscovite de construction d’hélicoptère Mil. En 2001, il devient l’adjoint du président de la Société d’État d’investissement russe. À partir de 2003, et ce pendant trois ans, Denis Mantourov occupe les fonctions de directeur général de la société aérospatiale Oboronprom. Le 11 septembre 2007, il quitte ses fonctions pour devenir ministre adjoint de l'Industrie et de l’Énergie. Le 19 mai 2008, il devient ministre adjoint de l’Industrie et du Commerce.
En 2011, Denis Mantourov devient professeur de faculté et dispense un cours à Institut d'aviation de Moscou.
Le 2 février 2012, Vladimir Poutine le nomme au poste de ministre intérimaire de l'Industrie et du Commerce exerçant la fonction.
En 2012, Denis Mantourov entre dans le gouvernement Dmitri Medvedev au poste de ministre de l’Industrie et du Commerce.
Dans une interview au journal français Les Échos en juillet 2017, il déclare que les sanctions occidentales contre la Russie à la suite de l'annexion de la Crimée en 2014 ont produit un effet bénéfique pour l'économie russe: « Certes les sanctions ont eu des effets négatifs, en limitant l’accès aux financements étrangers. Nous nous sommes habitués. Mais les sanctions ont aussi aidé le développement de notre industrie. Sincèrement, nous avons tout intérêt à leur renouvellement ! L’embargo russe sur une partie des importations occidentales a permis la croissance de 4-5% par an de notre secteur agroalimentaire (...) Nous anticipons une hausse totale de la production industrielle de 2-3% d’ici la fin de l’année. ».
En 2018, il prend publiquement position en faveur de la société Bashkir Soda Company, le plus grand producteur de carbonate de soude du pays, afin qu'elle puisse obtenir de nouveaux gisements dans les chikhans bachkirs. Ces collines ou suite de collines de craie isolées ont le statut de monuments naturels d'importance régionale et certains Bachkirs les considèrent comme un trésor national. La Bashkir Soda Company a fait appel à plusieurs reprises aux autorités de la république avec une demande de retrait de ce statut et aux ministères fédéraux afin qu'ils puissent influencer la position de la république.
Le 15 juillet 2022, Denis Mantourov succède à Iouri Borissov comme  vice-Premier ministre de la Fédération de Russie. Le 14 mai 2024 il succède à Andreï Belooussov au poste de Premier vice-président du gouvernement en restant chargé de l'Industrie de la défense et de l'Espace,.

## Décorations
- Médaille du mérite pour service rendu à la Patrie, 2e classe (2007)
- Ordre de l'Amitié (2008)
- Ordre de l'Honneur (2009)
- Certificat d’Honneur du gouvernement de la fédération de Russie (2010)